# 扎瓦爾利亞 (姆利尼夫區)
50°34′16″N 25°27′22″E / 50.57111°N 25.45611°E
扎瓦爾利亞（烏克蘭語：Завалля），是烏克蘭西北部的村莊，隸屬里夫內州的杜布諾區。該村面積4.02平方公里，海拔高度218米，2021年人口4，人口密度每平方公里1.2人。